# Неохораки
Неохораки (грч. Νεοχωράκι) је насељено место у општини Нова Пропонтида у периферији Средишња Македонија, Грчка. Према попису из 2021. године било је 27 становника.
Према бугарском географу и историчару, Василу Канчову, у Неохоракију је 1900. године живело 80 Турака. Давдесетих година 20. века турско становништво је принудно исељено у Турску а на њихово место су насељене грчке избегличке породице, којих је на попису из 1928. године било 30. Село се раније звало Уч Евлер.